# Comunità montana del Vomano, Fino e Piomba
La comunità montana del Vomano, Fino e Piomba (zona N) era stata istituita con la Legge regionale 7 settembre 1977, n. 59 della Regione Abruzzo, che ne aveva approvato lo statuto.
È stata soppressa dopo una riduzione delle comunità montane abruzzesi che sono passate da 19 ad 11 nel 2008. 
Comprendeva tredici comuni della Provincia di Teramo. aveva sede nel comune di Cermignano.
Ne facevano parte:
- Arsita
- Atri
- Basciano
- Bisenti
- Canzano
- Castiglione Messer Raimondo
- Castilenti
- Castellalto
- Cellino Attanasio
- Cermignano
- Montefino
- Notaresco
- Penna Sant'Andrea